# 재릉초등학교
재릉초등학교는 대한민국 제주특별자치도 제주시에 있는 공립 초등학교이다.

## 학교 연혁
- 1946년 12월 2일 협재국민학교 개교
- 1946년 12월 3일 금능국민학교 개교
- 1953년 4월 1일 재릉국민학교 개칭 설립
- 1953년 4월 7일 재릉국민학교 개교
- 1981년 3월 10일 재릉국민학교 병설유치원 개원
- 1984년 3월 1일 북제주군 과제시범학교 지정(TV 교육방송)
- 1991년 3월 1일 급식소 및 다목적강당 준공
- 1992년 3월 1일 자원 재활용 시범학교 지정
- 1993년 12월 28일 유치원,컴퓨터교실,화장실 신축
- 1996년 3월 1일 재릉초등학교 개칭 판포초등학교 폐교로 월령학구 편입
- 1998년 3월 1일 환경부협력 제주도교육청 환경보전 시범학교 지정
- 2003년 3월 1일 8학급 편성 인가
- 2004년 3월 1일 제주도교육청지정 유해환경교육 시범학교 지정
- 2005년 2월 28일 급식소(명사관)신축 준공
- 2009년 9월 22일 솔향체육관 증축
- 2010년 3월 1일 제주특별자치도교육청 청렴교육 시범학교 지정
- 2011년 2월 1일 생각하는 오솔길 정비
- 2013년 3월 1일 제주특별자치도교육청 제주형 자율학교 지정
- 2013년 12월 27일 학교 진입로 확장 정비
- 2014년 3월 1일 7학급 편성 인가
- 2014년 7월 17일 대한민국 행복학교 박람회 참가
- 2015년 3월 1일 제주특별자치도교육청 제주형자율학교(i-좋은학교)재지정(2015.03.01~2017.02.28)
- 2016년 11월 27일 2016 JIBS음악 콩쿠르 동상 수상
- 2017년 3월 1일 10학급 편성 인가
- 2017년 3월 1일 제주특별자치도교육청 제주형 자율학교(5년차) 기간연장(2년간)
- 2017년 9월 1일 박은진 교장선생님 부임
- 2018년 3월 1일 11학급 편성 인가
- 2018년 11월 19일 제19회 아름다운 교육상 전국 대상 수상
- 2019년 1월 25일 제66회 졸업(남 10명 / 여 13명 계 23명, 총 3,286명)
- 2019년 3월 1일 12학급 편성 인가
- 2019년 3월 1일 혁신학교(다혼디배움학교) 운영(4년간)

## 참고 자료
- 재릉초등학교 - 한국교육학술정보원 학교알리미